# Nasturtium deserticola
Nasturtium deserticola är en korsblommig växtart som beskrevs av Rodolfo Amando Philippi. Nasturtium deserticola ingår i släktet källfränen, och familjen korsblommiga växter. Inga underarter finns listade i Catalogue of Life.